# The Front
«The Front» (рус. Фронт) — девятнадцатый эпизод четвёртого сезона мультсериала «Симпсоны». Его премьера состоялась 15 апреля 1993 года.

## Сюжет
Барт и Лиза придумывают свои сценарии шоу «Щекотки и Царапки» и отправляют их Майерсу, подписавшись именем Абрахама Симпсона. Серии оказываются интересными, и рейтинг шоу поднимается. Мардж и Гомер идут на встречу выпускников 1974 года, где неожиданно выясняется, что Гомер не окончил среднюю школу. Чтобы получить сертификат об образовании, Гомер вынужден посещать специальные курсы.

### «Приключения Неда Фландерса»
«Приключения Неда Фландерса» — это короткометражный мультфильм, показанный в конце эпизода. Нед входит в комнату своих сыновей и говорит им, что пора в церковь. Однако Род и Тодд отвечают Неду, что в церковь они сегодня не пойдут. Разозлившийся Нед просит назвать уважительную для этого причину. «Сегодня суббота», — улыбаются Род и Тодд. Нед смеётся над своей ошибкой, и на этом мультфильм заканчивается.
Короткометражный мультфильм начинается музыкальной заставкой:

Хор:
Курица любит петуха, 

Гусыня любит гусака, 

А Неда Фландерса любят все!
Гомер:
Кроме меня!
Хор:
…все, кто считается, любят Неда Фландерса!

## Мелочи
Среди героев эпизода встречаются создатели «Симпсонов»: Джон Шварцвельдер (автор книги «Как написать хороший сценарий», которую читает Лиза), Мэтт Грейнинг (среди зрителей на награждении).